# 鹿児島県立短期大学
鹿児島県立短期大学（かごしまけんりつたんきだいがく、英語: Kagoshima Prefectural College）は、鹿児島県鹿児島市にある公立短期大学。1922年に鹿児島県立第一高等女学校（鹿児島県立鶴丸高等学校）の専攻科として創立、1950年短大設置。地元では短大の略称として県短（けんたん）と呼ばれることが多い。

## 概観

### 大学全体
- 鹿児島県鹿児島市下伊敷に所在する日本の公立短期大学で、設置主体は鹿児島県[1]。
- 国内で最初に認可された短期大学149校[注 2]の1校として、1950年に3学科体制で開学し[2]、当初は3学科で入学総定員140名。
- 現在、日本でも少数の公立短期大学として健在しており、学科体制は第一部で3学科6専攻・第二部で1学科となっている[3]。

### 教育および研究
- 鹿児島県立短期大学には、以下の体験実習科目が用意されているのが特徴である。
  - 社会活動：「桜島・錦江湾横断遠泳大会（ボランティアスタッフ）」等が催されている。
  - 企業研修：　
  - 異文化コミュニケーション：「異文化コミュニケーション（英語）」「異文化コミュニケーション（中国語）」

### 学風および特色[3]
- 鹿児島県立短期大学は鹿児島県により設置されている公立短大で、元々は鹿児島県立大学に併設されていたが、後に独立した。男女共学の短大であるが，昼間部では，女子学生が多く，男子学生はわずかである。夜間部は，これまで勤労者の学舎として，様々な年齢層の学生が集まり，男子学生が多かったが，近年，女子学生が７割近くを占めるようになった。また，新規学卒者が増えたため，勤労学生の数は減少している。現在、日本最南端の公立短大となっている。ほか、全国の短大でも少数の家政系の学科があるのも特色である。

## 沿革
- 1922年
  - 鹿児島県立第一高等女学校[注 3]に専攻科（3年制）を開設[4]。
- 1927年
  - 専攻科を第一部（家事科）、第二部（裁縫科）に分割。
- 1947年
  - 鹿児島県立女子専門学校に改組（3年制）し、以下の学科を置く。
    - 国文科
    - 英文科
    - 保健科（10月、生活科と改称）
    - 被服科
- 1948年
  - 校舎を鹿児島市加治屋町から同市薬師町に移転（短大開学時には下伊敷に移転）。
- 1949年
  - 10月 文部省[注釈 1]に短期大学[注 4]の設置認可に関する申請を行う[注 5]。なお、学科・専攻は以下の通りとなっている[注 6]。
    - 国文科 入学定員30名
    - 英文科 入学定員30名
    - 生活科 入学定員25名
    - 被服科 入学定員25名
    - 社会科 入学定員25名
- 1950年
  - 3月14日 左記を以て短期大学の設置が文部省[注釈 1]より認可される[10]。
  - 4月1日 左記を以て鹿児島県立大学短期大学部が以下の学科体制にて開学する[注 7]。
    - 国文科 入学定員30名→文科 入学定員60名
    - 英文科 入学定員30名→〃
    - 生活科 入学定員25名→家政科 入学定員50名
    - 被服科 入学定員25名→〃
    - 社会科 入学定員25名→30名
- 1951年
  - 4月1日 学科を増設する[13]。
    - 商経科
      - 第一部 入学定員30名[注 8]。
      - 第二部 入学定員60名

  - 電気科第二部 入学定員40名
  - 同 栄養士養成施設に指定される[14]。
- 1954年
  - 5月1日 学生数[注釈 2]/定員
    - 文科
      - 国文課程 69[注 9]/60
      - 英文課程 58[注 10]/60

    - 家政科
      - 生活課程 53[注釈 3]/50
      - 被服課程 60[注釈 3]/50

    - 商経科
      - 第一部 60[注 11]/60
      - 第二部 157[注 12]/180

    - 電気科第二部 95[注釈 4]/120
- 1956年
  - 4月1日 電気科第二部の学生募集をこの年度で最終とする[注釈 5]。
- 1958年
  - 4月1日 鹿児島県立大学短期大学部を鹿児島県短期大学に改称[18]。
  - 5月1日 学生数[19]/定員[17]
    - 家政科 115[注釈 3]/100
    - 文科 119[注 13]/120
    - 商経科 
      - 第一部 72[注釈 4]/60
      - 第二部 208[注 14]/180

    - 電気科 37[注釈 4]/40
- 1959年
  - 4月1日 キャンパス移転。現在の聾学校付近から鹿児島大教育学部・県立大工学部の跡地（現キャンパス）へ。
  - 5月1日 学生数[20]/定員[21]
    - 家政科 109[注釈 3]/100
    - 文科 137[注 15]/120
    - 商経科 
      - 第一部 70[注 16]/60
      - 第二部 224[注 17]/180

    - 電気科 1[注釈 4]/-
- 1960年
  - 3月31日 左記を以て電気科第二部が廃止される[22]。
- 1977年
  - 4月1日 家政科を以下の通り専攻分離する[23]。
    - 家政科
      - 被服専攻 入学定員25名
      - 食物栄養専攻 入学定員25名

    - 文科
      - 英文専攻→後の英語英文学専攻
- 1978年
  - 4月1日 文科を以下の通り専攻分離する[24]。
    - 国文専攻 入学定員30名
    - 英文専攻 入学定員30名
- 1982年
  - 4月1日 商経科第一部の入学定員を30→50へ増員[注 18]。
  - 5月1日 学生数[27]/定員
    - 家政科 100[注釈 3]/100
    - 文科 121[注釈 3]/120
    - 商経科
      - 第一部 84[注釈 3]/80
      - 第二部 196[注 19]/180
- 1989年
  - 4月1日 学科の一部、入学定員を以下の通り変更する[28]。
    - 商経科 50→75
    - 家政科
      - 被服専攻 25→30
      - 食物栄養専攻 25→30

  - 5月1日 学生数[29]/定員
    - 家政科 117[注釈 3]/110
    - 文科 126[注釈 3]/120
    - 商経科 
      - 第一部 130[注釈 6]/125
      - 第二部 222[注 20]/180
- 1992年
  - 5月1日 学生数[注 21]/定員
    - 家政科 123[注釈 3]/120
    - 文科 122[注釈 6]/120　
    - 商経科
      - 第一部 151[注釈 3]/150
      - 第二部 219[注 22]/180
- 1995年
  - 4月1日 学科名及び専攻名を以下の通り変更[32]。
    - 家政科→生活科学科
      - 被服専攻→生活科学専攻

    - 文科→文学科
      - 国文専攻→日本語日本文学専攻
      - 英文専攻→英語英文学専攻

    - 商経科→商経学科。さらに以下の専攻課程を設ける。 
      - 経済専攻 入学定員35名
      - 経営情報専攻 入学定員40名

  - 5月1日 学生数[33]/定員
    - 生活科学科 63[注釈 3]/60
      - 家政科 61[注釈 3]/60

    - 文学科 64[注釈 6]/60
      - 文科  61[注釈 3]/60

    - 商経学科
      - 第一部 84[注釈 6]/75
      - 第二部 68[注 23]/60
        - 商経科
          - 第一部 76[注釈 3]/75
          - 第二部 146[注 24]/120
- 1999年
  - 5月1日 学生数[34]/定員
    - 生活科学科 128[注釈 3]/120
    - 文学科 135[注釈 3]/120
    - 商経学科
      - 第一部 171[注 25]/150
      - 第二部 158[注 26]/180

## 基礎データ

### 所在地
- 鹿児島県鹿児島市下伊敷1-52-1[3]

## 教育および研究

### 組織

#### 学科[3]
- 文学科
  - 日本語日本文学専攻 入学定員30名
  - 英語英文学専攻 入学定員30名
- 生活科学科
  - 食物栄養専攻 入学定員30名
  - 生活科学専攻 入学定員30名
- 商経学科
  - 第一部
    - 経済専攻 入学定員35名
    - 経営情報専攻 入学定員40名

  - 第二部 入学定員60名 修業年限は夜間部3年制となっている。
- 電気科第二部 入学定員40名[注 27]

#### 専攻科
- なし

#### 別科
- なし

#### 取得資格について[3]
資格
- 栄養士資格が生活科学科食物栄養専攻にて取得可能。

教職課程
- 中学校教諭二種免許状の課程がある。
  - 国語：文学科日本語日本文学専攻[注釈 7]
  - 英語：文学科英語英文学専攻[注釈 7]
  - 家庭：生活科学生活科学専攻[注釈 7]
  - 職業：かつて商経学科にて設けられていた。
- 栄養教諭二種免許状：生活科学科食物栄養専攻
- 司書教諭資格：文学科日本語日本文学専攻，英語英文学専攻，生活科学生活科学専攻。

#### 附属機関
- 図書館：所蔵数は約120,000冊。一定の手続きをすれば学外者も利用できるようになっている。
- 地域研究所[37]

### 研究
- 『鹿児島県立短期大学紀要. 自然科学篇』[38]
- 『鹿児島県立短期大学紀要』[39]

## 学生生活

### 部活動・クラブ活動・サークル活動
- 鹿児島県立短期大学には、正式に公表されているクラブ活動として16の団体がある。バドミントン・フットサル・バンドにはそれぞれⅠ部とⅡ部がある[3]。

### 学園祭[3]
- 鹿児島県立短期大学の学園祭は「県大祭」と呼ばれている。そのなかの「文化祭」では各専攻1年生によるクラス対抗のステージがあるが，生活科学専攻ではファッションショー的要素を含む演目が多い。

## 施設[3]

### キャンパス
- 交通アクセス：鹿児島交通，鹿児島市営バスまたはJR九州バスの「下伊敷」または「玉江小前」バス停留所で下車するのが便利である。JR鹿児島中央駅より便がある。バス停から5分程度歩くことになる。
- 短大敷地は、終戦まで下伊敷に存在した第6師団歩兵第45連隊の跡地である。キャンパスの正門は当時の営門を転用したものである。
- 正門の左側に、楠の大木が植えられている。

### 学生食堂
- 「大学会館」と称した建物内にある。

### 寮
- 学生寮はなく、マンションやアパートの情報が短大から提供されている。

### その他の施設
- 集団給食実習室がある。

## 対外関係

### 他大学との協定
- ハワイ大学コミュニティカレッジ
- パジャジャラン大学
- 南京農業大学国際教育学院
- ベルリン工科経済大学
- ウィスコンシン州立大学リバーフォールズ校（推薦編入協定）

### 系列校
- かつては鹿児島県立大学に併設されていたが、現在は系列校はなし。

## 社会との関わり
- 2001年、本短大の女子学生が殺害されるという事件が起きている。

## 卒業後の進路について

### 編入学・進学実績
- 文学科
  - 日本語日本文学専攻：京都教育大学、宮崎大学、鹿児島大学、都留文科大学・山口県立大学、北九州市立大学、二松学舎大学、立命館大学ほか
  - 英語英文学専攻：島根大学、広島大学、佐賀大学、宮崎大学、鹿児島大学、北九州市立大学、関西外国語大学、関西大学、佐賀大学、立命館大学ほか
- 生活科学科
  - 食物栄養専攻：鹿児島大学、岡山県立大学、山口県立大学、志學館大学ほか
  - 生活科学専攻：長崎大学、鹿児島大学、山口県立大学、鹿児島国際大学ほか
- 商経学科
  - 第一部
    - 経済専攻：香川大学、長崎大学、鹿児島大学、立命館大学、関西大学ほか
    - 経営情報専攻：立命館大学ほか

  - 第二部：鹿児島大学・久留米大学、立命館大学、沖縄大学ほか